# Pasar Lama (Labuhan Haji)
Pasar Lama is een bestuurslaag in het regentschap Aceh Selatan van de provincie Atjeh, Indonesië. Pasar Lama telt 979 inwoners (volkstelling 2010).